# 女娲成长日记
《女娲成长日记》是由视美制作的动画，由同名小说改编，讲述主角风小小在她二十岁生日那天，她的监护人李长出现，告诉小小她是女娲而自己是太白金星。剧情里，二郎神在现代是富二代，太上老君这抚养是孤儿的主角。主角靠小区居民吃百家饭养大。龙王在现代是兽医，蚩尤身在一个杀手世家，以及精卫洗澡有拿东西填浴缸的习惯，城隍老婆是黑无常。于2016年4月12日起在腾讯视频播放，由夐窠执导，王煜森编剧。小说作者凌舞水袖。  

## 人物
风小小（女娲）
杨砚（二郎神）
李长（太白金星）
姜礼（蚩尤）
风伊依（精卫）
伏羲